# Brachythecium
Brachythecium là một chi rêu trong họ Brachytheciaceae.